# 四卤甲烷

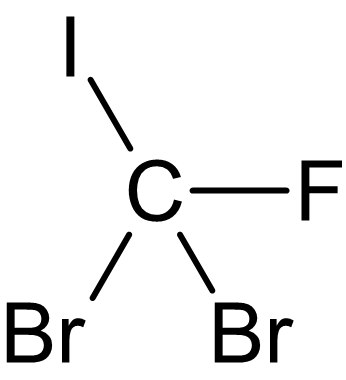
一种四卤甲烷：氟二溴碘甲烷的化学式

四卤甲烷是甲烷的四个氢全部被卤素取代基所取代的化合物，它的通式为CX4（X=F, Cl, Br, I中的任意一至三种）。
四卤甲烷恰好在有機化學及無機化學的邊界上，因此其命名可以用有機化合物或無機化合物的方式。例如 CCl4 可以依無機化合物的命名法，命名為四氯化碳，也可以用有機化合物的命名法，命名為四氯甲烷。
甲烷的四個氫也可以全部被同一種卤素取代，不過其化學穩定性以以下的順序遞減： CF4 > CH4 > CCl4 > CBr4 > CI4。由特別穩定的氣態四氟化碳（键能515 kJ.mol-1）到固態的四碘化碳，其化學穩定性和键能有關。
也有許多四卤甲烷是被二種或二種以上的卤素取代。

## 用途
含氟、氯的四卤甲烷及一些含溴的四卤甲烷會作為冷媒使用。